# الجحجحة (الشعر)

تعديل مصدري - تعديل

الجحجحة محلة تابعة لقرية الحدم صرم روحان، التابعة لعزلة الا ملؤك بمديرية الشعر إحدى مديريات محافظة إب في الجمهورية اليمنية، بلغ تعداد سكانها 70 حسب تعداد اليمن لعام 2004.